# Bikya
Bikya (auch bekannt als Furu) ist eine isolierte bantoide Sprache, die in Kamerun gesprochen wird.
Im Jahre 1986 wurden vier überlebende Sprecher identifiziert, obwohl nur einer –  ein Mann über 70 Jahre – die Sprache noch fließend beherrschte.
Es wurde allerdings noch eine 87-jährige Frau, die Bikya als ihre Muttersprache sprach, gefilmt. Alle Aufzeichnungen indizieren, dass sie die letzte Sprecherin war, die diese Sprache fließend sprechen konnte. Die Aufnahmen wurden für das Archiv gemacht, um die Sprache zu erhalten, bevor sie für immer verschwindet.